# (37082) 2000 UH60
2000 UH60 (asteroide 37082) é um asteroide da cintura principal. Possui uma excentricidade de 0.04414220 e uma inclinação de 3.16729º.
Este asteroide foi descoberto no dia 25 de outubro de 2000 por LINEAR em Socorro.